# Kaceřov (ort i Tjeckien, Karlovy Vary)
Kaceřov är en ort i Tjeckien.   Den ligger i regionen Karlovy Vary, i den västra delen av landet, 140 km väster om huvudstaden Prag. Kaceřov ligger 437 meter över havet och antalet invånare är 423.
Terrängen runt Kaceřov är platt västerut, men österut är den kuperad. Runt Kaceřov är det glesbefolkat, med 17 invånare per kvadratkilometer. Närmaste större samhälle är Cheb, 12,0 km sydväst om Kaceřov. Omgivningarna runt Kaceřov är en mosaik av jordbruksmark och naturlig växtlighet.